# Wrangel af Sauss
Wrangel af Sauss (i äldre källor även skrivet af Sausis – Sauste herrgård, estniska: Sauste mõis; tyska: Sauß i Wierland) är flera befryndade svenska adelsätter, alla tillhöriga den vittförgrenade tyskbaltiska adelsätten Wrangel.

## Wrangel af Sauss i Sverige
Två söner till den i Estland bosatte Tönnes Johan Georgsson Wrangel till Huer , Anton Johan Wrangel den äldre (1679–1763) och Otto Reinhold Wrangel af Sauss (1681–1745), trädde båda i svensk krigstjänst och naturaliserades som svenska adelsmän 1723 samt introducerades samma år på Sveriges Riddarhus på nummer 1770. 
Vapen: en silversköld vari en tinnskuren mur i fyra varv, det översta varvet med två skotthålsöppningar. 

## Friherrliga ätten Wrangel af Sauss nummer 219
Anton Johan Wrangel den äldre upphöjdes den 12 november 1747 till friherre och introducerades på Sveriges Riddarhus med nummer 219, ),
Han upphöjdes 1751 till greve, varvid den friherrliga ätten nummer 219 utgick, se grevliga ätten Wrangel af Sauss nummer 93 nedan. 

## Grevliga ätten Wrangel af Sauss nummer 93
Denna ätt fortlever alltjämt. Nuvarande huvudman är kriminalkommissarie  Carl Gustaf Wrangel af Sauss (född 1952).
Vapen: En uti Fyra Fält delad Skjöld, belagd mitt uppå Fördelningen med en Hjertskjöld, i hwilcken Stamwapnet, som är en swart fritt stäld Mur med Trenne Tinnar uppå i Silfwerfält sig wisar. Uti Högra öfra Fältet af det Grefliga Wapnet, som är af Silfwer, synes ett i blått wattn flytande redlöst Skepp, wändt till Höger. I det öfra Högra Fältet till Wänster, ses det Kruseska Stamwapnet, som är Klufwit. I den Högra Blå delen synes en Half Fransk Lillja af Silfwer, och i den Wänstra Femton Schack Rutor, af Guld och Rödt till skiftes, Fem i Högden och Trenne i bredden. Det Nedra Fältet till Höger, som är af Guld, utwisar det Spensiska Skjöldemärcket, ett mot Höger uprest Rödt Leijon, Bandewis öfwerlagt med en Swart Rem, som mitt uppå är hopfogad med ett gyllende Spänne, warandes i Öfra Högra Hörnet af detta Fält en Fyrkant eller så kallad Francquartier af blå Färg, hwaruti sig wisa Tre gyllende Cronor, Twå ofwan och en under. Det nedra Fältet till Wänster är af Silfwer och deruti är en Gyllende Crona, utur Hwilcken upstiger ett till Höger wändt rödt Häst-Hufwud som är desz Mödernes det Ramska Wapnet.

## Friherrliga ätten Wrangel af Sauss nummer 279
Otto Reinhold Wrangel af Sauss fick två söner: generalmajoren Fredrik Ulrik (1719–93) och riksrådet Anders Reinhold (1722–80). Dessa upphöjdes båda den 15 oktober 1771 i friherrevärdighet och introducerades i denna 1776 under nummer 279. Den friherrliga ätten fortlever alltjämt genom Fredrik Ulriks ättlingar. Nuvarande huvudman är förvaltaren Carl-Gustaf Wrangel af Sauss (född 1973).
Vapen: En med Borde omgifwen Skjöld af Silfwer, Hwari förekommer en swart Fyra hwarf hög mur, och uti det Öfwersta Hwarfwet Twenne Sköttöpningar. Borden är indelt uti Sexton Afdelningar, af hwilcka Hälften äro af Guld, och de öfrige Röda, med Twenne uti hwardera langs efter Borden förekommande Runda och wridna Rosor af Guld, med runda Röda Fröhus.

## Grevliga ätten Wrangel nummer 99
Denna grevliga ätt utgick i Sverige 1915 men fortlever i Tyskland. Nuvarande huvudman är jur dr Philipp G R G Wrangel.
Vapen: En med Borde omgifwen Skjöld af Silfwer, Hwari förekommer en swart Fyra hwarf hög mur, och uti det Öfwersta Hwarfwet Twenne Sköttöpningar. Borden är indelt uti Sexton Afdelningar, af hwilcka Hälften äro af Guld, och de öfrige Röda, med Twenne uti hwardera langs efter Borden förekommande Runda och wridna Rosor af Guld, med runda Röda Fröhus.